# キャノン・ストリート駅
キャノン・ストリート駅 (キャノン・ストリートえき、英語: Cannon Street station) は、イギリスのロンドン都心、シティ・オブ・ロンドンにあるターミナル駅である。駅はテムズ川の北岸にあり、シティの金融街に接している。ナショナル・レールとロンドン地下鉄の複合駅で、キャノン・ストリートとDowgate Hillに出入口を有する。
頭端式ホーム4面7線のプラットフォームを持つ高架駅である。テムズ川のキャノン・ストリート鉄道橋を渡るとデルタ線があり、ロンドン・ブリッジ駅方面とウォータールー・イースト駅方面に分岐している。
この駅はトラベルカード・ゾーン1にあり、ネットワーク・レールが管理する18駅のひとつである。

## 歴史
駅の建設地は中世のハンザ同盟のロンドン商館「Steelyard」があった所である。この土地はドイツ人によって600年に渡り所有されていた。

### 開業

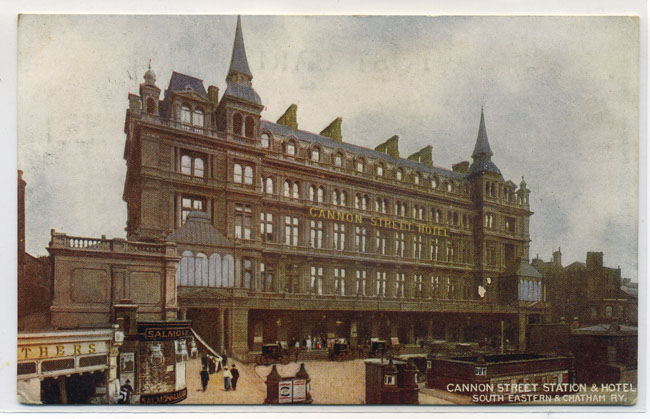
初期の駅舎、1910年

この駅は1866年9月1日にサウス・イースタン鉄道により開業した。初期の駅舎はJohn Hawkshaw卿およびJ.W. Barryにより設計されたもので、テムズ川に面する高さ41mの2本のタワーが特徴的であった。塔の間には、210mの長さの鉄とガラスでできた半円形のトレインシェッドが架けられた。1867年には、キャノン・ストリートに面した部分にItalianateスタイルのホテルおよび前庭が完成した。設計はE.M. Barryによる。これで、街路側からの見栄えが良くなった。この配置はチャリング・クロス駅とよく似ている。ホテルの営業は不振で、運営会社は何度か変更された。最初は「City Terminus Hotel」、次に「Cannon Street Hotel」、その後はオフィスビルとして「Southern House」と変わった。

### 大戦期

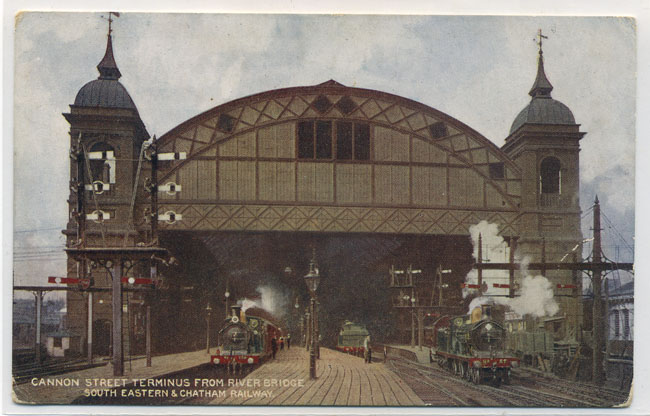
鉄道橋から見た初代駅舎、1910年

第一次世界大戦では駅の営業を停止し、陸軍の物資輸送を行う貨物駅として機能していた。大陸への旅客輸送はヴィクトリア駅が中心的役割を果たした。
1926年、サザン鉄道は、乗り場の建て替え、線路の取り替えおよび電気信号の新しいシステム（4色の発光信号）の導入を含む、様々な工事を行った。また、駅の改装およびガラスの天蓋の清掃も行われた。乗り場の数は9線から8線に削減されたが、鉄道の電化工事が進められ、5線は電車用となった。鉄道橋の脇に架かっていた信号扱所は撤去された。
第二次世界大戦中には爆弾の被害を受けた。いくつかの焼夷弾が命中した屋根は酷く損傷した。高性能爆弾も8番ホームに命中した。屋根のガラスは高価なため戦前に撤去されていたが、そのガラスを保管していた倉庫が爆撃を受け破壊されてしまった。

### 戦後

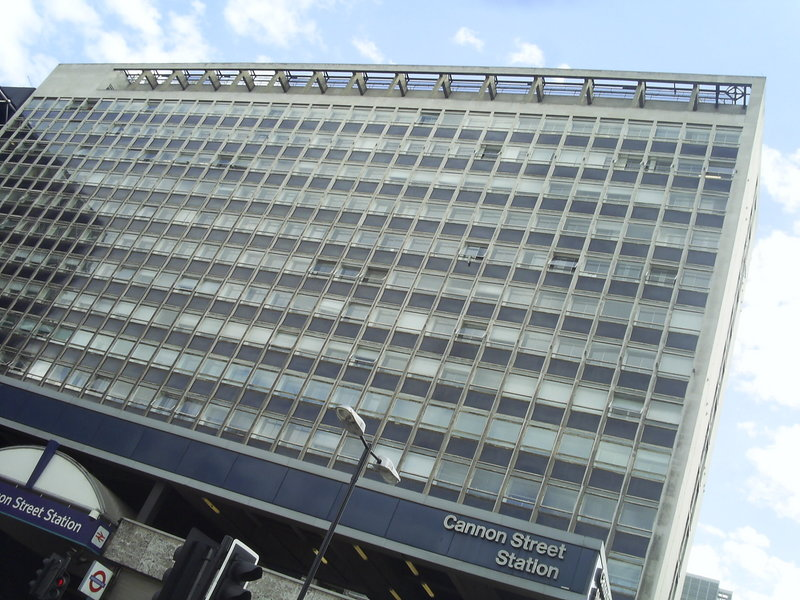
Poulsonの駅ビル　2007年

戦争の被害を受けたキャノン・ストリート駅は、大規模な修復工事が必要な状態であった。1948年に鉄道が国有化され、イギリス国鉄は鉄道の不動産を活用して収益を増やしたい意向を持っていた。これは不動産ディベロッパーのターゲットになった。1950年代の不動産ブームで地価が高騰しており、一等地にあるターミナル駅は再開発用地としては最高の立地であった。
様々な計画がキャノン・ストリート駅の再建のために提案された（イギリス国鉄の近代化計画の一部としての1955年にはSouthern Houseの下への新しいticket hallとコンコースの設置から、駐車場やさらにはヘリポートの建設.まで）。1962年、イギリス運輸委員会はTown & Country Properties Ltdと、駅の上に総計154,000平方フィートとなる多階建てのオフィスビルを建設する契約を交わした。開発費用は230万ポンド、また1965年6月の完成と見込まれた。
再開発の準備のため、トレインシェッドの残部は1958年に撤去された。ホテルもすぐ後の1960年に解体された。
新しい駅ビルの設計に選ばれた建築家はJohn Poulsonという人物であった。彼はイギリス国鉄総裁Graham Tunbridgeと戦争中に出会い、親友となった。Poulsonは複数のターミナル駅の再開発で契約を得るため、この友情を利用した。彼はTunbridgeに週あたり￡25を支払い、その見返りとして設計の契約（ウォータールー駅、イースト・クロイドン駅を含む）という利益を受けた。
1974年、彼の裁判において、彼はキャノン・ストリート駅ビル契約の少し前に、Tunbridgeに200ポンドの小切手と80ポンドの財物を供与したことを認めた。Poulsonは後に贈賄の罪で有罪とされ、7年の実刑判決を受けた。Tunbridgeは15ヶ月の執行猶予判決と事件における彼の役割のために4000ポンドの罰金を受けた。Poulsonの駅ビルはイギリスの全ての駅舎の中で最も悪名高く、醜いという烙印を押されてしまった。

### 近年

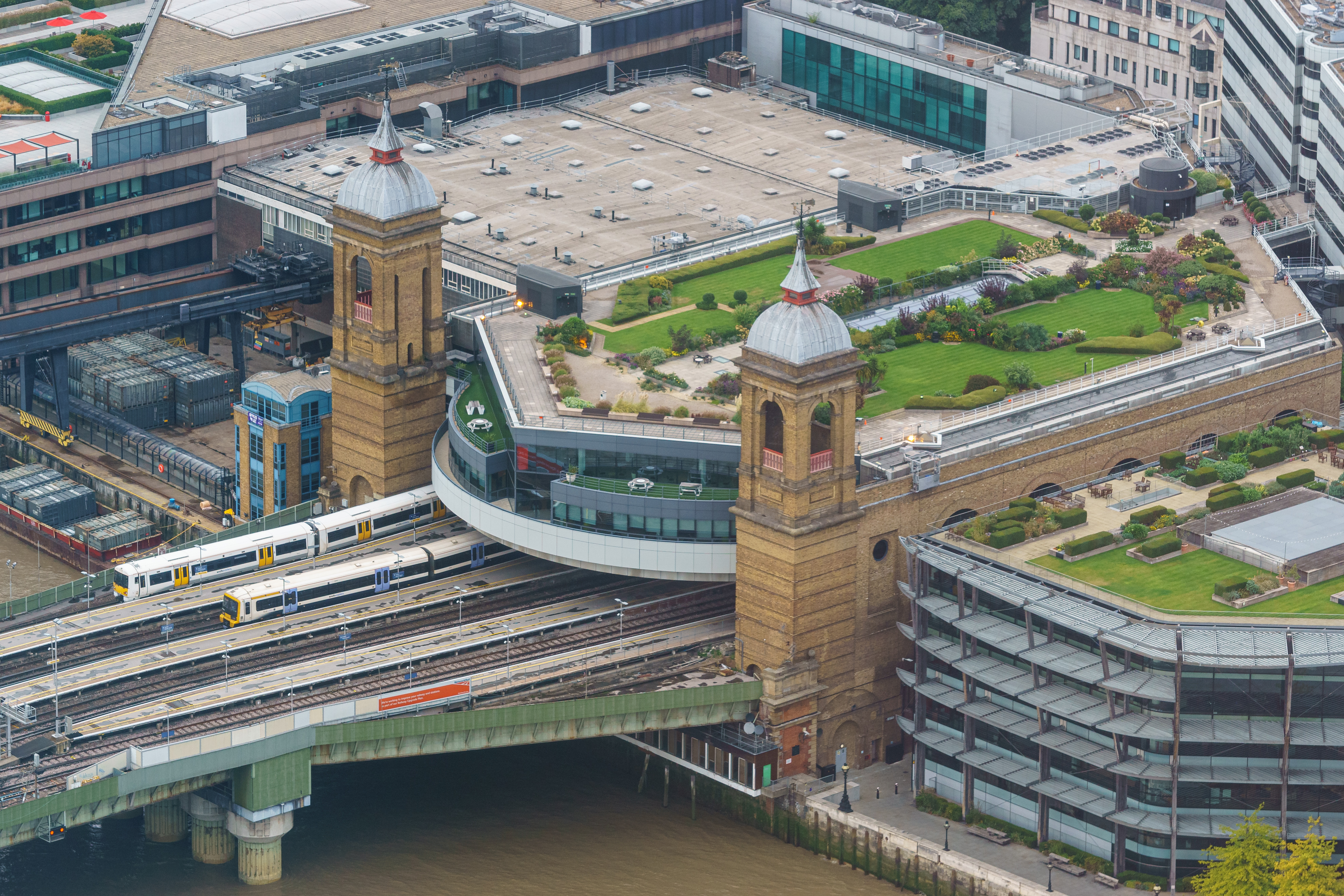
屋上庭園

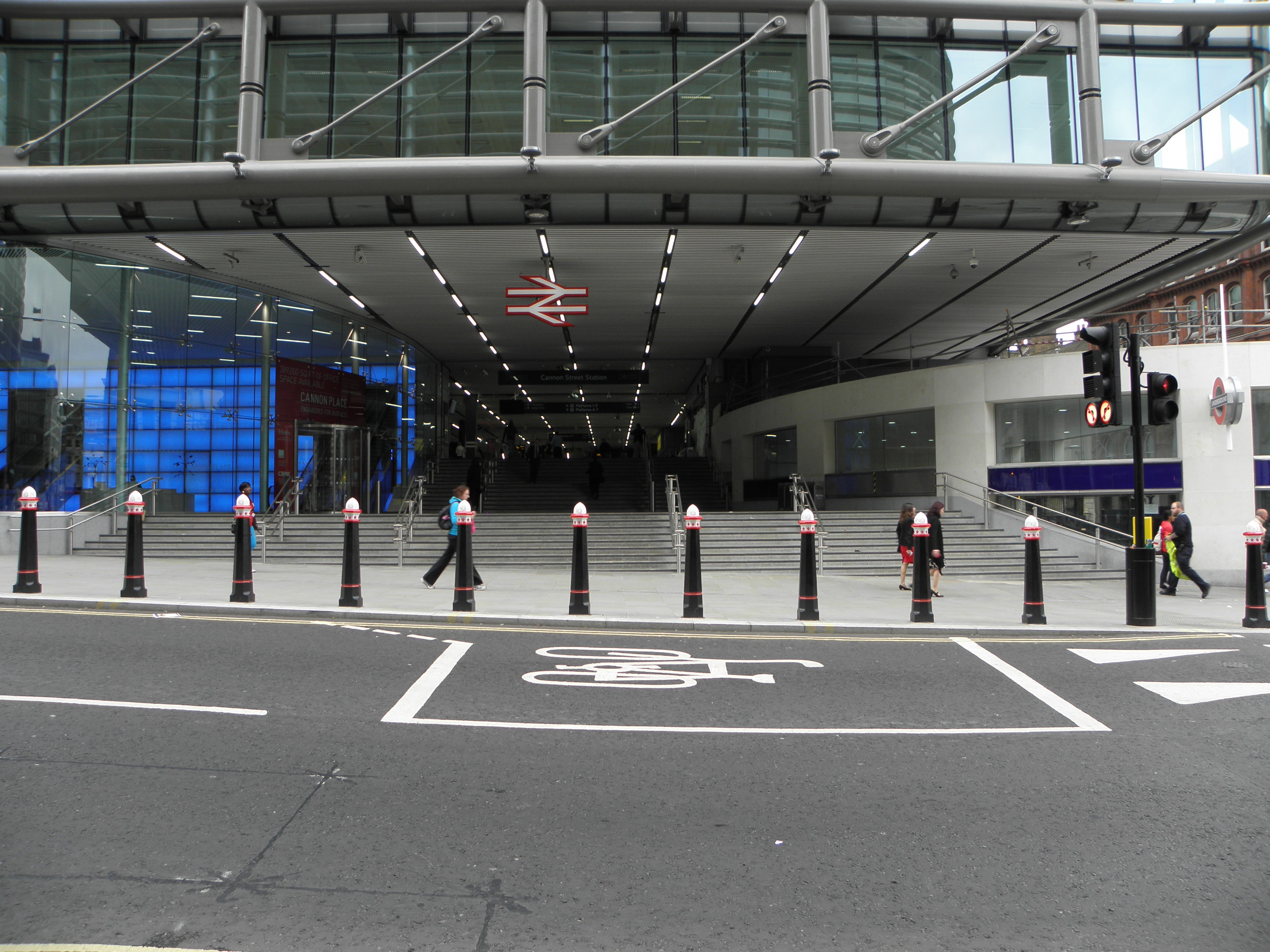
メイン・エントランス

1974年に駅は5週間閉鎖され、ロンドン・ブリッジ駅へのアプローチを変更する工事を行った。列車はロンドン・ブリッジ駅、チャリング・クロス駅およびブラックフライアーズ駅に振り分けられた。
1976年3月4日、IRAが仕掛けた爆弾およそ10lb (4.5kg) がキャノン・ストリート駅を発車した回送の通勤列車内で爆発、隣を走っていた別の列車が巻き込まれ、乗客8人が負傷した。。爆弾が、列車がセブンオークスから7時49分に通勤客を乗せていた13分前に爆発していたら大惨事となっていた。
1984年2月15日、タイム紙はキャノン・ストリート駅が廃止されると報じた。当時、駅は週末・午後は休業しており、またイギリス国鉄の1984-85年新ダイヤの発表で、オフピーク時間帯は南東方面からの全ての列車の発着が廃止されることが明らかとなった。ラッシュ時を除き、イギリス南東部からの列車は、ひとつ手前のロンドン・ブリッジ駅を終点とするとされた。鉄道橋の架け替えに1000万ポンドの投資が必要で、またオフピーク時間帯に南東方面から来た乗客はほとんどがシティではなくウェスト・ロンドンに向かうのでは、という指摘についてはイギリス国鉄は否定した。
1986年、1972年にイギリス指定建造物2級に指定された駅のツインタワーは24万2000ポンドの予算で修復された。この工事の際に、東タワーの中に大きな水槽があることがわかった。これは蒸気機関車の時代に機関車に水を補給し駅の水力システムを動かすのに使用されたものである。レンガ積みは修復・清掃および目地の塗り直しをされ、頂部の風見鶏の金箔も新しくされた。この工事は「 Railway Heritage Trust」の最初の仕事となった。
1980年代には別の不動産ブームがあり、イギリス国鉄は再びキャノン・ストリート駅の敷地の将来の商業利用を模索しはじめた。Poulsonの駅ビルの裏にあたるプラットフォーム上の空中権は、Speyhawkに売却された。計画では駅のプラットフォーム上に6000トンの鉄製の人工地盤を構築し、その上に2棟の低層オフィス棟を建設するというものだった。駅に負荷の掛からない自立構造物とするため、プラットフォームから地下に向かって巨大な柱が構築された。この工事では450本の杭が駅の地下30mの深さに打ち込まれるなど、複雑な基礎工事を行った。建設工事はBovis Constructionが担当した。
大きい方のオフィス棟である「Atrium building」は6フロアに19万平方フィートのオフィス・スペースを有し、また小さい方の「River building」へは（中央のガラス張りのアトリウム-吹き抜け）を通して上げられたglazed link（ガラス張りの通路）を経由して通じている。2フロアからなるRiver buildingは、鉄製の人工地盤の上に立てられ、再築された駅の2つの側壁に収められており、9万5千平方フィートのオフィス・スペースを有している。このビルは、開発に対し川岸の限界線を形作っていたツインタワーよりわずかに出っ張っている。River buildingは1エーカーの広さの屋上庭園を持ち、またセント・ポール大聖堂からタワー・ブリッジまで景観を維持するため低層の建物となった。Atrium buildingは後にLiffeに賃貸された。
1991年1月、キャノン・ストリート鉄道事故が発生した。駅に進入中の列車が車止めに衝突し2名が死亡し248名が負傷した。
2007年3月、Poulsonの駅ビルを取り壊し、空中権利用建築物を建てる計画免許が認可された。設計はFoggo Associates。アメリカのディベロッパーであるHinesがこのプロジェクトを主導した。計画ではPoulsonの駅ビル撤去の後、1万7千平方フィートの駅小売りスペースと40万平方フィート以上のオフィス・スペースを含めた複合開発ビルを建設するというものあった。
この再開発はネットワーク・レールにより着手されたロンドンの主要ターミナル駅の再生プログラム「unlock the commercial potential」の一部で、ロンドン・ブリッジ駅も同時期に再開発された。工事は2013年に完了した。
現在残る初期の駅構造物は41mのレンガ造りのツインタワーと側壁底部などわずかである。

## 運行

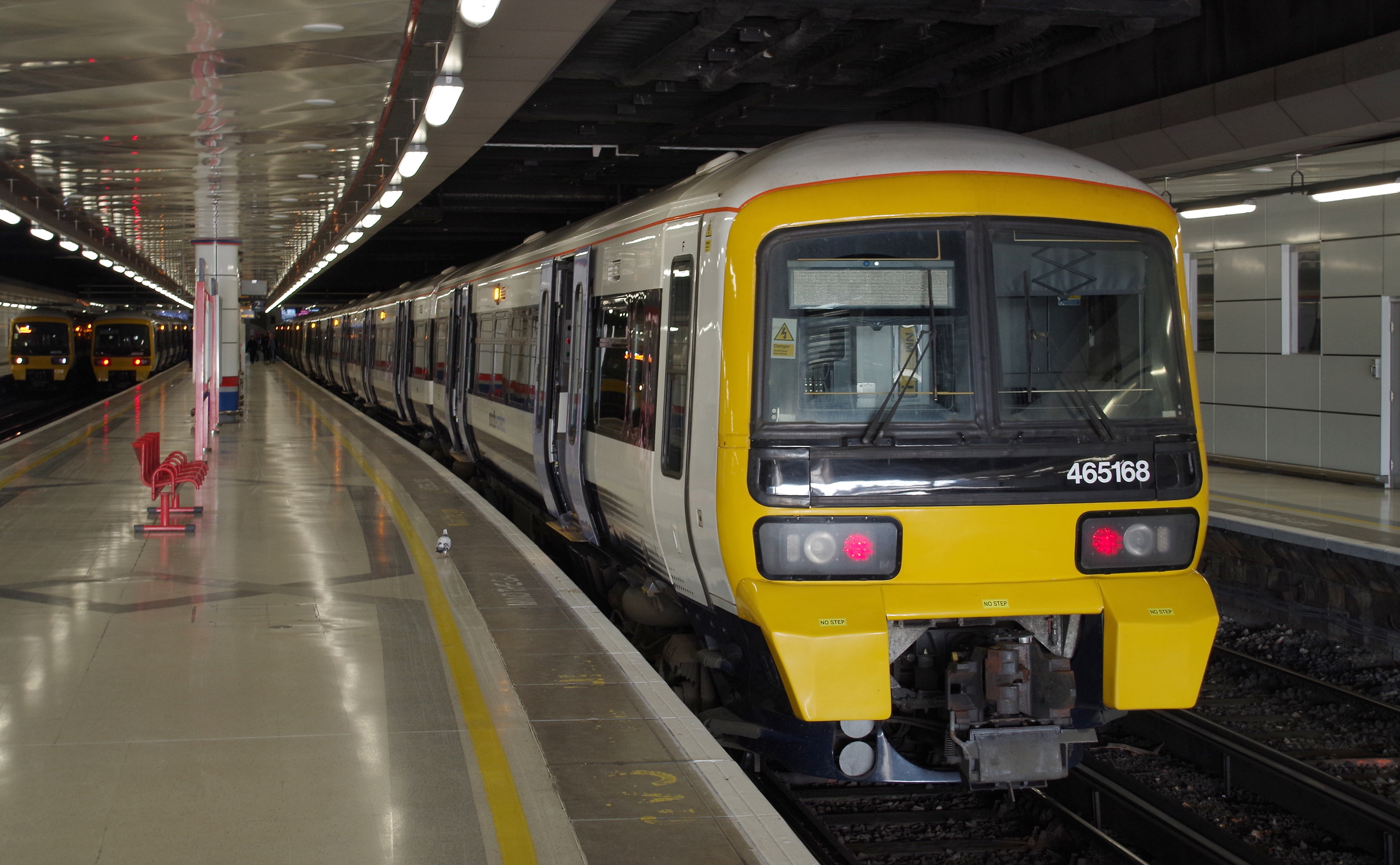
465形電車

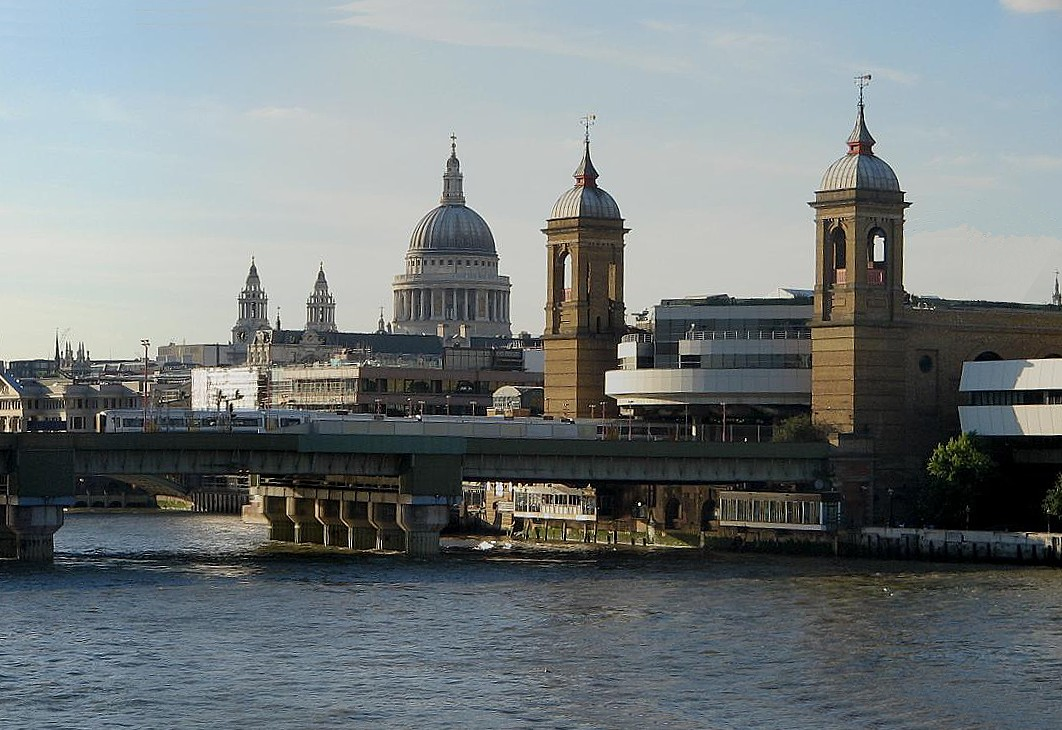
ロンドン橋からみたキャノン・ストリート駅

運行の主体はロンドン・ブリッジ駅を経由してロンドン南東部と連絡するものである。
数系統がケントやイースト・サセックスからキャノン・ストリート駅まで直通運行するが、ラッシュ時のみの運行である。稀に週末、線路の保守点検がなされている場合には、ロンドン・ブリッジ駅からウォータールー・イースト駅を経由してチャリング・クロス駅に向かう路線の途中駅となる。すなわち列車がロンドン・ブリッジ駅を出たあとまっすぐ進まずにデルタ線を北方向に進み、キャノン・ストリート駅で方向転換（スイッチバック）してデルタ線を西方向に進み、ウォータールー・イースト駅に至るというルートをとる。もしくは、旅客が列車を乗り換えることになる。
以下は1時間当たりの典型的なオフ・ピーク時のサービスである。
- 2本 ルイシャム駅（英語版）経由ヘイズ駅（英語版）行き
- 2本 グローブ・パーク駅（英語版）経由オーピントン駅（英語版）
- 2本 グリニッジ駅（英語版）、ウーリッジ・アーセナル駅（英語版）経由ダートフォード駅（英語版）行き
- 2本 オーピントン駅、ニュー・クロス駅（英語版）経由タンブリッジ・ウェルズ駅（英語版）行き（準快速）
- 2本 グリニッジ駅、ウーリッジ・アーセナル駅経由スレード・グリーン駅（英語版）行き。その後シドカップ駅（英語版）を経由して当駅に戻る（環状）
- 2本 グリニッジ駅、ウーリッジ・アーセナル駅経由スレード・グリーン駅行き。その後バーンハースト駅（英語版）、ベクスリーヒース駅（英語版）を経由して当駅に戻る（環状）
- 2本 ベクスリーヒース駅経由バーンハースト駅行き。その後グリニッジ駅、ウーリッジ・アーセナル駅を経由して当駅に戻る（環状）
- 2本 シドカップ駅経由クレイフォード駅（英語版）行き。その後グリニッジ駅、ウーリッジ・アーセナル駅を経由して当駅に戻る（環状）

ピーク時はチャタム駅経由オーレ駅、ラムズゲート駅、ブロードステアーズ駅行きの運行列車もある。

## ロンドン地下鉄
ロンドン地下鉄の駅は浅い場所にある地下駅で、ナショナル・レールの駅の直下にある。ディストリクト線とサークル線の列車が線路・ホームを共有して発着する。
出入口はキャノン・ストリート、Dowgate Hillおよび通勤者への相互乗り換えを提供するナショナル・レールの駅へのコンコースからなる。この駅は実現しなかったフリート線の第二次延伸部の一部である。

### 歴史
1876年までには、メトロポリタン鉄道 (MR) およびメトロポリタン・ディストリクト鉄道 (MDR) はインナー・サークル（現在のサークル線）の大部分を建設していた（サウス・ケンジントン駅を境にそれぞれがオルドゲート駅とマンション・ハウス駅まで達し、円環のほとんどが完成していた）。しかし路線の完成を前にして、MDRは財政難に直面し、MRは完成がシティ地域でのMDRとの競争の激化を通してMRの収入に影響することを心配することから、両社は論争中であった。路線の完成を切望するシティの資産家は、1874年にマンション・ハウス駅とオルドゲート駅を結ぶためにMetropolitan Inner Circle Completion Railwayを設立した。この行動に動かされてMRはこの会社を買い取り、そしてMDRは1879年にインナー・サークルの最後の区間の建設を始めた。
1884年10月6日、インナー・サークルの最後の区間が開業し、完全な円環が完成した。この際にこの区間のひと駅としてキャノン・ストリート駅も開業した。当初は駅は両社の列車により、環状運転するインナー・サークル系統の一部として運行されていたが、駅の歴史上様々な運行パターンが用いられている。インナー・サークルは1949年にディストリクト線・メトロポリタン線の一部としての運行から、サークル線として独立した。
この駅は上にあるナショナル・レールの駅と同時に建て替えられた。

## バス路線
ロンドンバスの15、17、521系統とヘリテージルートの15H、ナイトバスのN15、N199系統が当駅を経由する。

## 隣の駅
ナショナル・レール
■サウスイースタン
サウス・イースタン本線
ロンドン・ブリッジ駅 - キャノン・ストリート駅
Limited service
ウォータールー・イースト駅 - キャノン・ストリート駅
ロンドン交通局
ロンドン地下鉄
■ディストリクト線
本線
マンション・ハウス駅 - キャノン・ストリート駅 - モニュメント駅
■サークル線
マンション・ハウス駅 - キャノン・ストリート駅 - モニュメント駅

## 参照
1. ↑  “Out of Station Interchanges” (XLS).  ロンドン交通局 (2011年5月). 2012年10月20日時点のオリジナルよりアーカイブ。2016年3月13日閲覧。
2. 1 2 3  “Station usage estimates”. Rail statistics.   Office of Rail Regulation. 2015年3月31日閲覧。 注記:統計手法は年により異なる場合がある。
3. ↑  “Cannon Street Station Reopened”. The Times. (1926年6月29日)
4. ↑  “London Termini Bomb Damage”. The Times. (1943年11月19日)
5. ↑  “Rebuilding of Cannon Street Station”. The Times. (1955年11月17日)
6. ↑  “First Choice for Helicopter Site”. The Times. (1962年3月3日)
7. ↑  “Big New Buildings Over Two London Termini”. The Times. (1962年3月22日)
8. ↑  Weinreb, Ben (1983). The London Encyclopaedia. London: Papermac. pp. 112. ISBN 0333300246
9. ↑  “John Poulson tells of gifts to rail man”. The Times. (1974年1月15日)
10. ↑  “Seven-year concurrent sentence on Mr Poulson”. The Times. (1974年3月16日)[リンク切れ]
11. ↑  “Cannon Street station closing for five weeks”. The Times. (1974年7月29日)
12. ↑  地下鉄で爆弾テロ ロンドン IRAか『朝日新聞』1976年（昭和51年）3月16日夕刊、3版、11面
13. ↑  “Thirteen minutes saved hundreds on the 7.49 from Sevenoaks”. The Times. (1976年3月5日)
14. ↑  “Cannon Street rail station 'close to closure'”. The Times. (1984年2月15日)
15. ↑  “Letters to the Editor, David Kirby”. The Times. (1984年2月22日)
16. ↑  “Restoration at Cannon Street”. The Times. (1985年12月2日)
17. ↑  “Construction Contracts: Building Over Busy Station”. Financial Times. (1989年3月6日)
18. ↑  “City garden feels the frost”. The Times. (1991年11月27日)
19. ↑  Architects Journal, 21 March 2007
20. ↑  “Cannon Street to lead revamp of stations”. The Times. (2007年4月6日)
21. ↑  “Step free Tube Guide” (PDF).  ロンドン交通局. 2015年6月3日時点のオリジナルよりアーカイブ。2016年3月13日閲覧。
22. ↑  “Multi-year station entry-and-exit figures” (XLS). London Underground station passenger usage data.  ロンドン交通局 (2014年). 2015年3月31日閲覧。